# کروزیرو (بخش فدرال)
کروزیرو (به پرتغالی: Cruzeiro) یک منطقهٔ مسکونی در برزیل است که در ناحیه فدرال (برزیل) واقع شده‌است. کروزیرو ۲٬۵۸ کیلومتر مربع مساحت و ۳۳٫۵۳۹ نفر جمعیت دارد.